# Swiss Medical Weekly
Le Swiss Medical Weekly (Swiss Med Wkly, SMW) est une revue scientifique suisse de médecine publiée en anglais. Il succède en 2001 au Journal Suisse de Médecine (Schweizerische Medizinische Wochenschrift en allemand).  

## Description
Le Swiss Medical Weekly (SMW), Swiss Med Wkly sous sa forme abrégée, est créé en janvier 2001. 
Portant spécifiquement sur les derniers résultats de la recherche dans tous les domaines de la biomédecine, il succède au Journal Suisse de Médecine (Schweizerische Medizinische Wochenschrift en allemand), lui-même issu de la Correspondenz-Blatt für Schweizer Aerzte, qui paraît de 1871 à 1919.
Le SMW est initialement publié à Bâle par la maison d'édition Schwabe Verlag, puis par les Éditions médicales suisses à partir de 1998, à un rythme bihebdomadaire. Il est désormais publié en continu et en libre accès en ligne, sans frais de publication (revue diamant).
La revue est indexée dans MEDLINE.

### Rédacteurs en chef
- Adriano Aguzzi et Gérard Waeber[2]